# Гюльшен, Олджай
Олджай Гюльшен (тур. Olcay Gülşen), в Нидерландах часто Гулсен (нидерл. OJ Gulsen; род. 20 июля 1980, Валвейк) — нидерландский дизайнер-модельер, в 2009—2018 гг. владелица модного лейбла SuperTrash.

## Жизнь и карьера
Родилась в семье курдов, эмигрировавших в Нидерланды из Турции. У неё есть четыре сестры (Дольше, Георгина, Венера и Ясмин) и брат (Гёкхан). В 2002 году Олджай Гюльшен окончила курс по управлению отделом кадров. После выпуска, в 21 год она переехала в Амстердам, чтобы основать свою первую компанию, HRM-агентство под названием Chill Agency. Затем Гюльшен основала свою вторую компанию под названием 2Stepzahead, импортирующую международные модные бренды. Это дало ей возможность взяться за свой третий и самый крупный проект на сегодняшний день: модный бренд SuperTrash.
По данным на 2010 год, одежда SuperTrash продаётся более чем в 2000 торговых точках 24-х стран Европы и Америки. В феврале 2018 года Олджай покинула SuperTrash. Четыре недели спустя компания подала заявление о банкротстве, оставив после себя долг в 11 миллионов евро.

## Награды
- 2008: Журнал Джеки — Предприниматель года
- 2010: Премия — Amsterdam Business Award[8]
- 2010: Marie Claire Prix de la Mode — Лучший предприниматель в индустрии моды 2010 года[9]

## Сотрудничество
- 2009: Олджай становится лицом новой кофеварки Philips Senseo[10]
- 2010: SuperTrash создаёт специальное производство голландского платья для Баварии[11]
- 2010: Олджай становится лицом Samsung
- 2012: SuperTrash создаёт платье для чемпионата Европы для Альберта Хейна
- 2013: SuperTrash создаёт платье в честь 25-летия парижского Диснейленда.
- 2013: Олджай становится послом первой Global Kids Fashion Week в Лондоне.
- 2013: Олджай становится послом международного некоммерческого фонда Challenge Day

## Телевизионные выступления
- 2009: Hollands Next Top Model : приглашённый член жюри[12]
- 2010: Project Catwalk : приглашенный член жюри[13]
- 2010: Де Верельд Драайт Двер — постоянный гость[14]
- 2011: Project Catwalk, Нидерланды — член главного жюри[15]
- 2012: The Face : Олджай становится главным наставником
- 2013: Daily Buzz : Олджай представила свой сегмент моды на шоу в США.
- 2018: участник конкурса Wie is de Mol

## SuperTrash
Бренд SuperTrash специализируется на платьях, топах и брюках. В 2009 году к коллекции добавилась линия обуви, в которой в основном представлены туфли на высоком каблуке, дополненные эффектными балетками. Позже, в том же году, была запущена джинсовая коллекция STenim. В 2010 году было открыто пять фирменных бутиков SuperTrash в Нидерландах (Утрехт — Гаага — Ларен — Маастрихт — Эйндховен), один на Ибице и несколько магазинов в торговых центрах.
В 2011 году открылся фирменный магазин в Амстердаме и Роттердаме . В 2012 году лейбл расширился на международный уровень, открыв магазин и штаб-квартиру на лондонской Карнаби-стрит и нью-йоркской Принс-стрит (закрыты на сегодняшний день). Всего в мире сейчас 15 фирменных бутиков, включая Антверпен, Гент и Винжнам в Бельгии. Бренд также представил свой новый лейбл ST. SuperTrash также выпустила собственный аромат Phenomenal и ряд лаков для ногтей. В 2013 году SuperTrash начал производить больше повседневной одежды чем предметов высокой моды.

## Личная жизнь
Олджай Гюльшен живёт в Амстердаме и Лондоне. Была помолвлена с футболистом-миллионером Эдгаром Дэвидсом в 2006 году, но в 2012 году они расстались, что было показано на голландском телевидении RTL Boulevard. В 2019 году у неё начались отношения с радио-диджеем Руудом де Вильдом.